# Райнис
Ра́йнис (латыш. Rainis — псевдоним; настоящие имя и фамилия — Я́нис Пли́екшанс (латыш. Jānis Pliekšāns), в материалах советского периода также Ян Райнис, по документам периода Российской империи — Иван Христофорович Плекшан; 30 августа [11 сентября] 1865, хутор Варславаны, Иллукстский уезд, Курляндская губерния, Российская империя — 12 сентября 1929, Юрмала, Латвия; похоронен в Риге) — латышский поэт, драматург, переводчик, политик, общественный деятель, народный поэт Латвийской ССР (звание присвоено посмертно в 1940 году).

## Биография

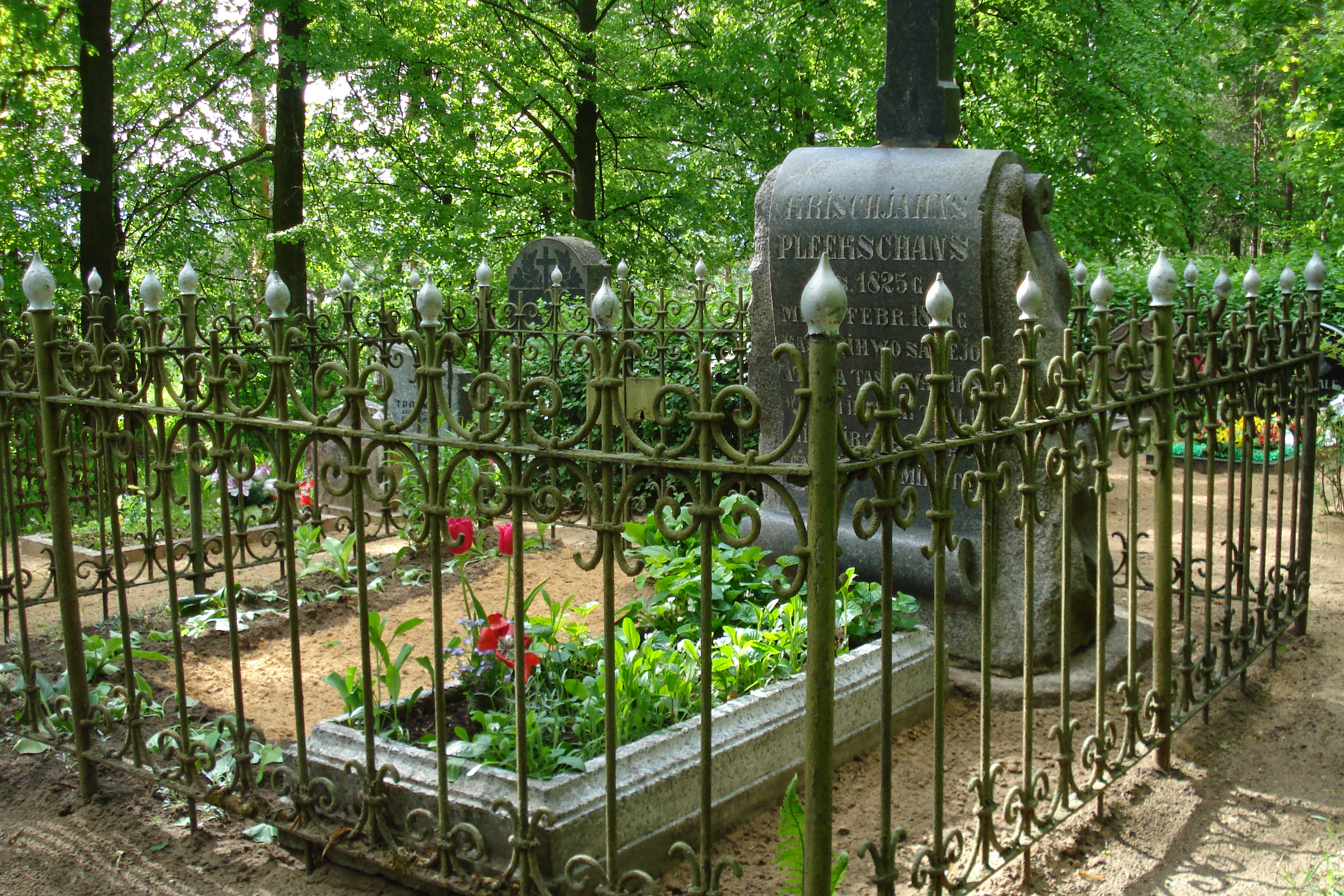
Могила отца Райниса на лютеранском кладбище в Даугавпилсе

Родился 30 августа (11 сентября) 1865 года в семье арендатора имений Кришьяниса Плиекшанса. Учился сначала, в 1875—1879 годах, в Даугавпилсе, в немецкой школе (сейчас Даугавпилсская 6-я школа имени Райниса); затем учился в Рижской городской гимназии, которую окончил в 1884 году. В 1884—1888 годах был студентом юридического факультета Петербургского университета. В Петербурге формировалось его материалистическое мировоззрение. Печатался с 1887 года. В 1891—1895 годах — редактор газеты «Диенас лапа». Первые стихи опубликованы в 1895 году.
В июне 1897 года был арестован, в Рижской губернской тюрьме закончил перевод на латышский язык «Фауста» Гёте. В декабре 1897 года Райниса сослали во Псков, а в 1899 году — в город Слободской Вятской губернии. Здесь сложился сборник стихов «Далёкие отзвуки синим вечером» (1903), насыщенный революционными настроениями.
В 1903 году Райнис вернулся из ссылки и связал свою деятельность с борьбой латышской социал-демократии. Он создал символическую драму «Огонь и ночь» (1905) — гимн борьбе, жизни, её вечному развитию. В 1905 вышел сборник «Посев бури».
10 (23) октября 1905 г. выступил с докладом на Первом съезде народных учителей Курляндской и Лифляндской губерний, в котором приняли участие около 1000 народных учителей. На конгрессе Райнис был избран в бюро Союза народных учителей Латвии, который поставил задачу создать образовательные учреждения в самоуправлениях и ввести обязательное бесплатное образование для детей от 8 до 14 лет.
В конце 1905 года уехал в Швейцарию. Здесь были написаны сборники стихов «Тихая книга» (1909), «Те, которые не забывают» (1911), пьесы «Золотой конь» (издана в 1910 году), «Индулис и Ария» (1911), «Играл я, плясал» (опубликована в 1919). В поэме «Ave sol!» (1910) Райнис поёт славу солнцу как символу свободы. Крупный поэтический сборник «Конец и начало» (1912) состоит из 181 стихотворения.
Важное место в драматургии Латвии заняла пьеса «Вей, ветерок!» (1913). В трагедии «Иосиф и его братья» (1919) Райнис, основатель этого жанра в латышской литературе, на широком историческом фоне решал проблемы любви и ненависти, прощения и мести.
В 1920 году Райнис вернулся на родину. По мотивам русских былин он написал трагедию «Илья Муромец» (1922), опубликовал книги стихов «Пять эскизных тетрадей Дагды» (1920—1925).

Мемориал Райнису на Кладбище Райниса

Принимал активное участие в политической жизни страны. На выборах во Всероссийское учредительное собрание в ноябре 1917 года меньшевики пытались включить в свой список живущего в эмиграции Райниса, однако не успели вовремя заручиться его согласием. В 1920 году Райнис от ЛСДРП был избран в Конституционное собрание Латвийской Республики. Баллотировался на пост председателя Конституционного собрания (временная должность с полномочиями главы государства), однако уступил Янису Чаксте. Являлся одним из авторов Конституции Латвии.
В 1920-е годы издательство Гулбиса и Общество писателей обращались в Латвийский университет с предложением поддержать выдвижение Райниса на Нобелевскую премию, однако ректорат университета воздержался от поддержки своего почетного доктора, поскольку прозвучали различные претензии: от недостаточной национальной самобытности до неполной лояльности по отношению к церкви.
В 1921—1925 годах был директором Национального театра, в 1926—1928 годах — министром образования. 28 февраля 1925 первым из латвийских деятелей культуры был награждён высшей наградой страны — орденом Трёх звёзд I степени. Умер 12 сентября 1929 года.

## Семья
Спутницей жизни Райниса была латышская поэтесса и драматург Аспазия (настоящее имя Йоханна Эмилия Лизете Розенберга).
Младшая сестра Райниса Дора была замужем за известным коммунистическим деятелем Петром Стучкой.

## Сочинения
Райнис ввёл в латышскую литературу форму сокращённого сонета, которую перенял у Гёте.
- Dzīve un darbi, 1.—11. sēj, Riga, 1925—1931;
- Kopoti raksti, 1.—14. sēj, Riga, 1947—1951;
- Kopoti raksti, 1.—30. sēj, Riga, 1977—1990;

В русском переводе:
- Собр. соч., т. 1—3, Рига, 1954;
- Соч., т. 1—2, М., 1955;
- Лирика, М., 1965.
- Райнис Ян. Избранное / Райнис Ян. — М.: Гослитиздат, 1940. — 229 с.
- Райнис Ян. Избранные сочинения / Ред. и вступ. ст. П. Г. Дауге. — М.; Л.: Academia, 1935. — 715 с.: ил.
- Райнис Ян. Лирика: Пер. с латыш. / [Предсл. А. Веяна]. — М.: Худож. лит., 1965. — 275 с.: п.
- Райнис Ян. Стихотворения. — Пьесы : Пер. с латышского / Вступит. статья, состав. и примеч. Саулцерите Виесе. — М.: Худож. лит., 1976. — 639 с.: ил.

## Награды и звания
- Орден Трёх звёзд I степени (1925)
- Народный поэт Латвийской ССР (1940, посмертно)

## Память

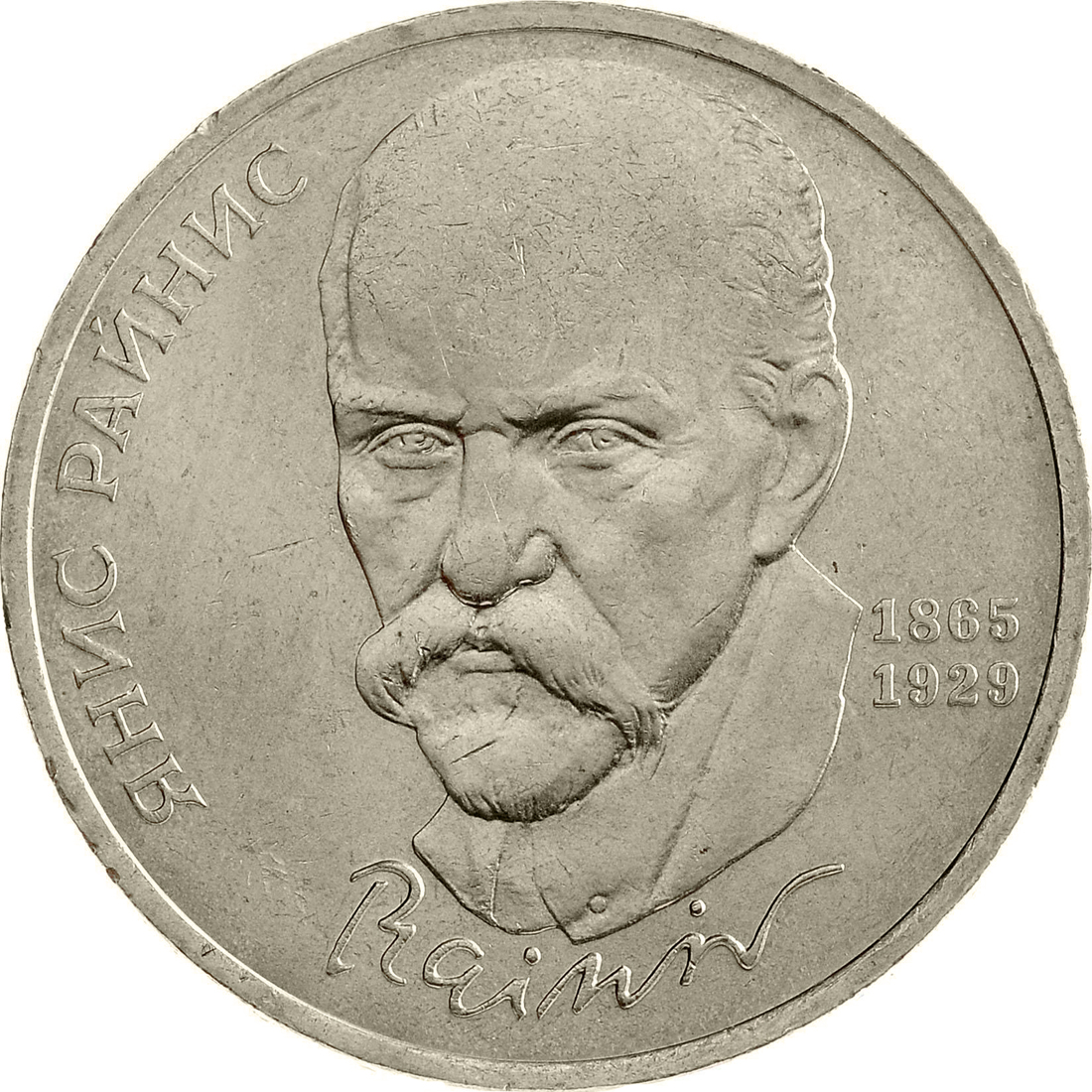
Советская памятная медно-никелевая монета, 1 рубль 1990 года, выпущена к 125-летию со дня рождения Яниса Райниса

Памятник Райнису в Риге

- В 1945—1969 годах в составе ЛМП числился пароход «Янис Райнис».
- Одноимённый теплоход-рефрижератор в 1970—1977 ходил под флагом ЛМП, а в 1977—1999 — в ДВМП.
- В Латвии есть несколько музеев, посвящённых Райнису: дом-музей в Биркинелях (Даугавпилсский район), музеи «Ясмуйжа» (Прейльский район) и «Таденава» (Екабпилсский район), Дом Райниса и Аспазии в Риге и Дача Райниса и Аспазии в Юрмале[13].
- Музей истории литературы и искусства им. Я. Райниса (Рига).
- В Риге на Эспланаде стоит памятник Райнису работы скульптора Карлиса Земдеги и архитектора Дзинтарса Дрибы (1965).
- В Даугавпилсе Райнису установлен памятник у фонтана перед Даугавпилсским университетом.
- На здании Даугавпилсского краеведческого и художественного музея установлена памятная доска. В этом здании в 1920 году останавливались Райнис и Аспазия, возвращаясь из ссылки.
- В ряде городов России в честь Райниса названы географические объекты: в Москве — бульвар в Северо-Западном округе, в городах Псков, Астрахань и Казань — улица[14], в Новосибирске — улица Яна Райниса, в Нижнем Новгороде — переулок Райниса.
- В городе Слободском Кировской области 19 мая 1992 года состоялось открытие Дома-музея Райниса на улице Вятской, в доме № 24.
- Вечерняя школа № 8 Риги названа именем Райниса рабочими-учащимися этой школы за помощь школе со стороны Райниса — министра образования[15].
- В СССР имя было присвоено Государственному академическому художественному театру Латвийской ССР.
- В СССР в 1990 году вышел юбилейный рубль качеством Пруф с портретом Яниса Райниса.
- Память о Райнисе остаётся и в странах бывшего СССР. Например, в Белоруссии, в Минске и в Армении, в Ереване есть улицы, названные в честь Райниса.
- На Украине улицы или переулки Райниса есть в городах Киев, Днепр, Донецк, Львов, Черновцы.
- В честь Райниса назван кратер на Меркурии.
- В 1972 году в швейцарском городе Лугано, где Райнис и Аспазия проживали с 1906 по 1920 год, был открыт памятник Райнису и Аспазии. В 1980 году там же был открыт посвящённый им музей (Museo Rainis e Aspazija).

### В филателии

Почтовые марки и карточка
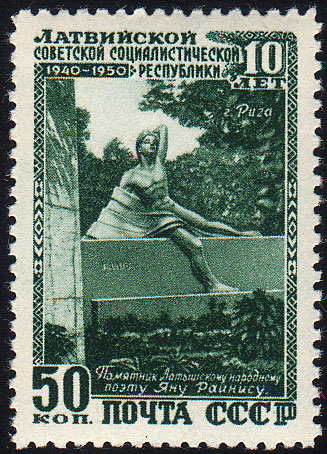
Почтовая марка СССР, 1950 год: надгробный памятник Яну Райнису
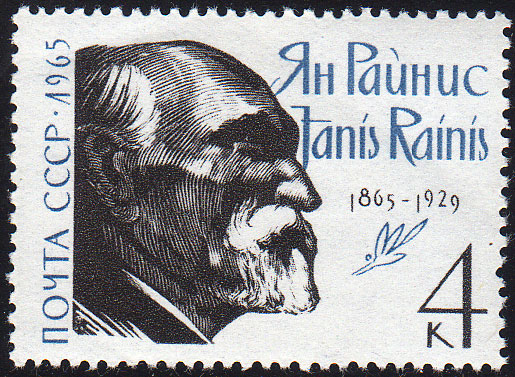
Почтовая марка СССР, 1965 год
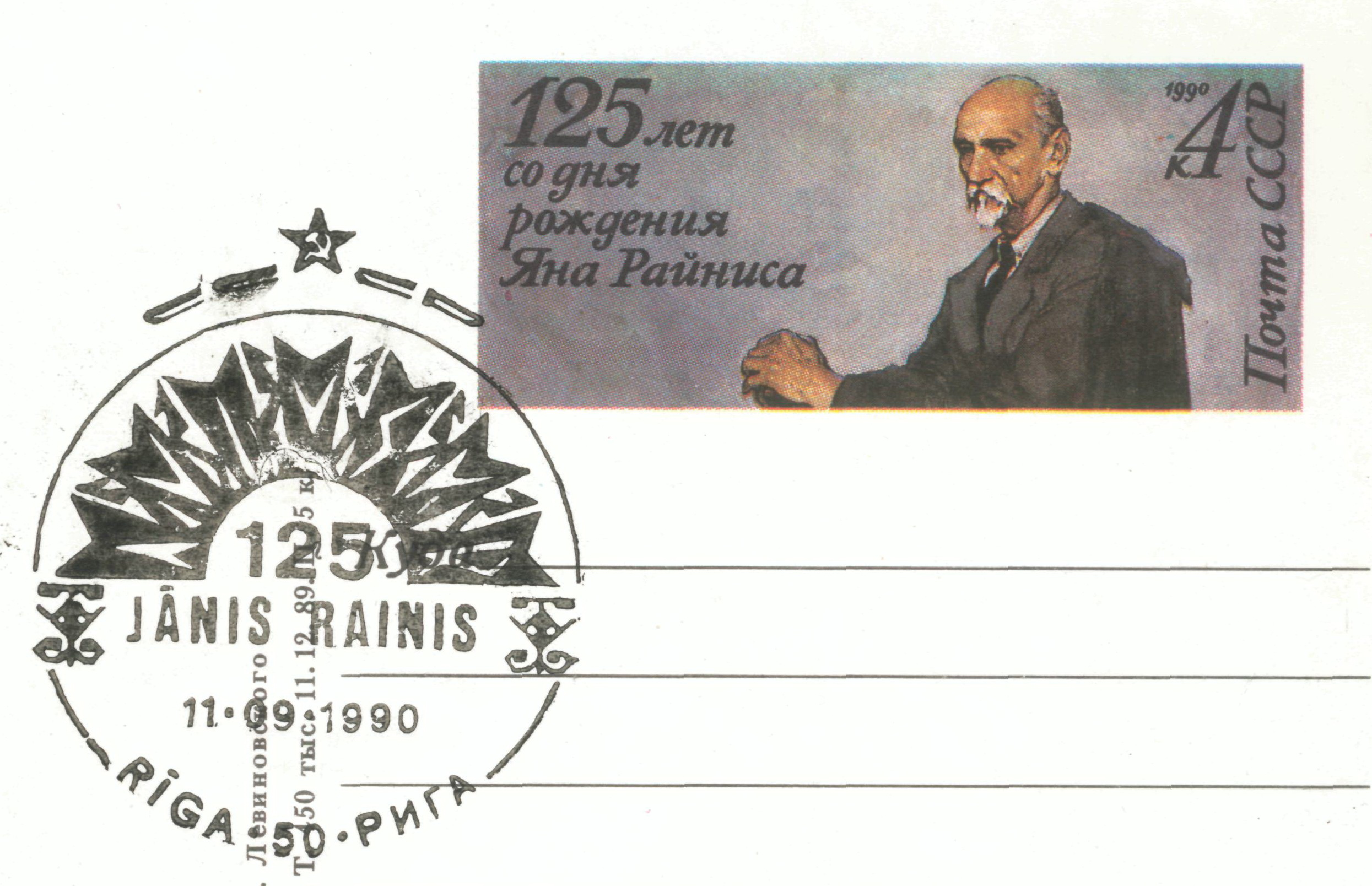
Почтовая карточка СССР к 125-летию со дня рождения Райниса с портретом и иллюстрацией к его произведению. Гашение первого дня, Рига, 11.09.1990

## Кинофильмы
- Райнис (1949) на IMDB
  - Режиссёры Юлий Райзман, Иван Лукинский (сорежиссёр)
  - Сценаристы Владимир Крепс, Фрицис Рокпелнис
  - Композитор Адольф Скулте